# ولادیمیر نمیروویج دانچنکو
ولادیمیر ایوانوویچ نمیروویچ-دانچنکو (۲۳ دسامبر ۱۸۵۸ – ۲۵ آوریل ۱۹۴۳) نویسنده و نمایشنامه‌نویس روسی زاده گرجستان بود. وی در تئاتر هنری مسکو به عنوان دراماتورگ و مشاور ادبی کنستانتین استانیسلاوسکی فعالیت می‌کرد.

## زندگی‌نامه
او در منطقه‌ای در حومه شهر پوتی در گرجستان امروزی که آن زمان بخشی از روسیه تزاری بود از خانواده‌ای ارمنی - اوکراینی متولد شد. پدر او افسر ارتش روس بود. او تحصیلات پایه خود را در شهر تفلیس گذراند و برای ادامه تحصیل راهی دانشگاه دولتی مسکو شد. در سال ۱۸۷۹ تحصیل را به جهت پرداختن به تئاتر ترک کرد و در سال ۱۸۸۱ در نخستین نمایش رسمی خود ایفای نقش نمود. او بنیان‌گذار مدرسه تئاتر هنری مسکو بود و در همان سال نیز درگذشت. او استاد اولگا کنیپر و وسولد مایرهولد بوده‌است.
در سال 1891 او مربی هنر نمایشی در انجمن فیلارمونیک مسکو شد. اولگا نیپر، وسوولود میرهولد، و یوگنی واختانگف تنها تعدادی از بازیگران و کارگردانانی بودند که تحت تأثیر او قرار گرفتند و در نهایت در صحنه روسیه به رسمیت شناخته شدند. نمیروویچ-دانچنکو به عنوان یک معلم، ایده های خود را در مورد هنر تئاتر بیان کرد، که مهمترین آنها، مانند نیاز به تمرین های طولانی تر و سازمان یافته و سبک بازیگری کمتر سفت و سخت، متعاقباً توسط کنستانتین استانیسلاوسکی در سیستم روش بازیگری خود گنجانده شد. در سال 1897، نمیروویچ دانچنکو که متوجه شد صحنه روسیه به اصلاحات اساسی نیاز دارد، جلسه ای با استانیسلاوسکی برای تشریح اهداف و سیاست های یک تئاتر جدید، تئاتر بازیگر، که اولین بار به نام تئاتر هنر و عامه پسند مسکو نامیده شد، تشکیل داد. اگرچه به استانیسلاوسکی بر روی صحنه بردن آثار اقتدار مطلق داده شد، اما کمک های نمیروویچ-دانچنکو قابل توجه بود. او هم به‌عنوان تهیه‌کننده و هم به‌عنوان مشاور ادبی، مسئولیت اصلی خواندن و انتخاب نمایشنامه‌های جدید را برعهده داشت و به استانیسلاوسکی درباره‌ی تفسیر و صحنه‌پردازی نیز آموزش می‌داد.
نمیروویچ-دانچنکو هم آنتون چخوف و هم ماکسیم گورکی را تشویق کرد تا برای تئاتر بنویسند، و او را به خاطر احیای موفق مرغ دریایی چخوف پس از شکست تاسف بار در تئاتر الکساندرینسکی می دانند. نمیروویچ دانچنکو با اعمال اصلاحات دراماتیک تئاتر هنری مسکو در اپرای سبک، استودیوی موزیکال هنری مسکو را در اوایل دهه 1920 تأسیس کرد و با روی صحنه بردن La Périchole و Lysistrata در شهر نیویورک (1925) به موفقیت چشمگیری دست یافت. زندگی نامه او با عنوان زندگی من در تئاتر روسیه (1936) ترجمه شد.

## فعالیت‌ها
او تئاتر را برپایه کارهای ماکسیم گورکی و آنتوان چخوف و با الهام از فئودور داستایوفسکی و لئون تولستوی دنبال می‌کرد. او از نمایش‌نامه نویسان قدرتمند شوروی و از مهم‌ترین چهره‌های ادبی شوروی سوسیالیستی بشمار می‌رفت. از مهم‌ترین آثار او می‌توان به نمایش آنا کارنینا در سال ۱۹۳۷ سه خواهر در سال ۱۹۴۰ و پیش از آن‌ها به برادران کارامازوف در سال ۱۹۱۰ اشاره کرد.